# Emmanuelle Bribosia
Emmanuelle Bribosia (* 1. Oktober 1971 in Brüssel) ist eine belgische Juristin. Seit 2021 ist sie Richterin am Verfassungsgerichtshof Belgiens.

## Leben und Wirken
Bribosia studierte Rechtswissenschaften an der Université libre de Bruxelles, wo sie 1994 mit Auszeichnung ihr Lizenziat erwarb. Anschließend war sie dort als Forschungsassistentin tätig; 2000 wurde sie zur Dr. iur. promoviert. 2002 wurde sie zur Ersten Assistentin befördert, bevor sie 2005 Dozentin wurde. 2010 wurde sie zur Professorin ernannt. Von 2007 bis 2018 leitete sie das Centre de droit européen der Université Libre de Bruxelles und war von 2018 bis 2021 Vizepräsidentin des Institut d’Etudes européenne. Seit 2021 ist sie ordentliche Professorin und hat einen Lehrstuhl für Europarecht und Menschenrechte inne. Ihre Forschungsschwerpunkte liegen vor allem im Europäischen Recht, im Schutz der Menschenrechte sowie im Gleichheitsschutz und im Antidiskriminierungsrecht.
Am 29. Oktober 2021 wurde sie per königlichem Dekret zur Richterin am Verfassungsgerichtshof Belgiens ernannt. Sie trat ihr Amt nach ihrer Vereidigung am 8. November 2021 an.